# Daniel Hausrath
Daniel Hausrath (* 8. April 1976 in Mülheim an der Ruhr) ist ein deutscher Schachgroßmeister.

## Leben

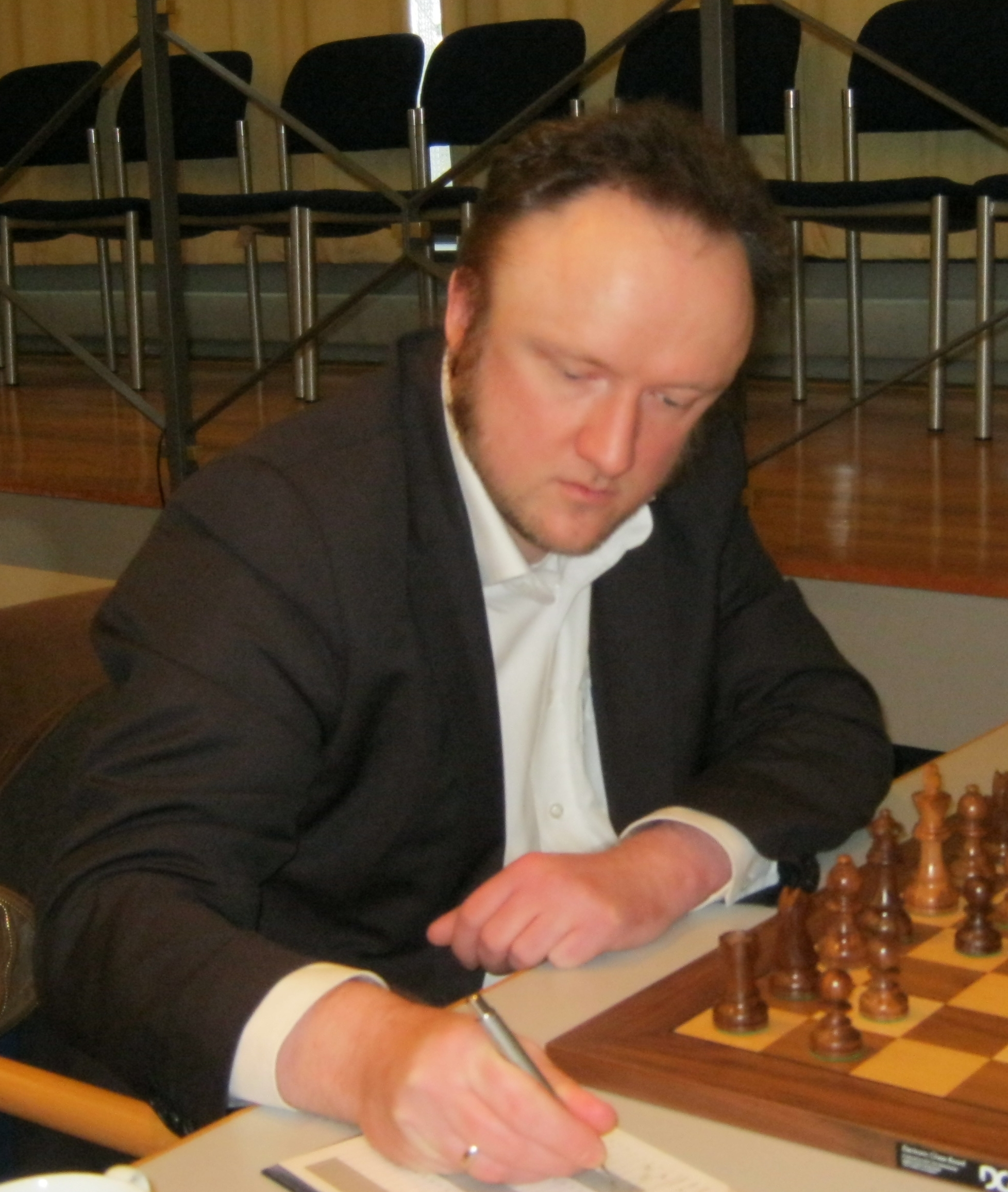
Daniel Hausrath, 2010

Daniel Hausrath besuchte die Otto-Pankok-Schule, ein Gymnasium in Mülheim. Er studierte Wirtschaftswissenschaft in Duisburg und ist nicht nur als Schachspieler, sondern auch als Schachtrainer aktiv. In dieser Funktion leitet er den Leistungsstützpunkt Essen/Mülheim.

## Erfolge

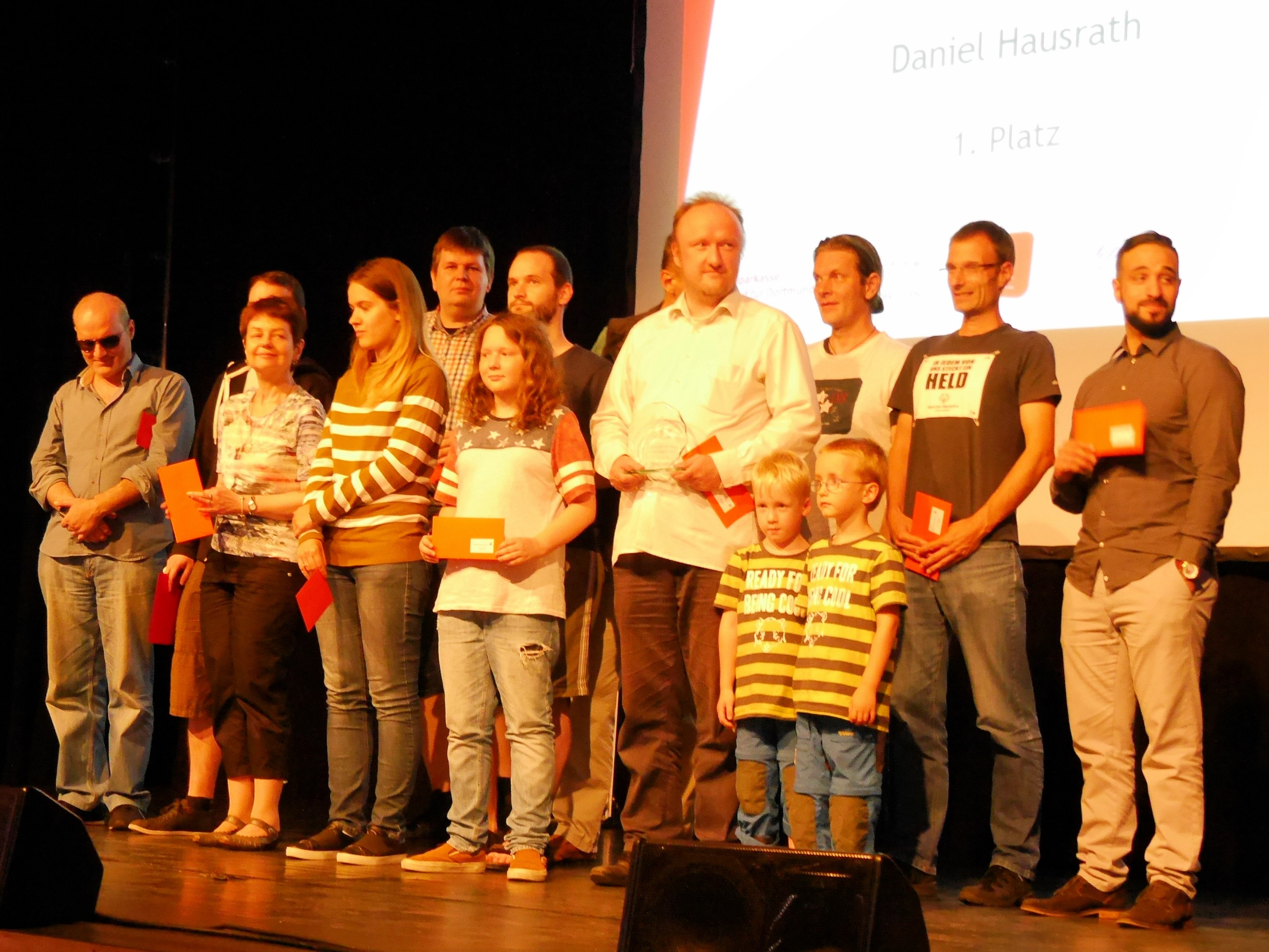
Dortmund 2017, Siegerehrung des Open A. In der Mitte Daniel Hausrath mit zwei seiner Kinder

Bei der U14-Weltmeisterschaft 1990 in Fond du Lac (USA) wurde er Neunter, Judit Polgár gewann die Meisterschaft. Bei der U16-Weltmeisterschaft 1992 in Duisburg belegte er Platz 23. 1992 gewann er in Steinsfurt die deutsche Einzelmeisterschaft U17. 1994 bei der Jugendeuropameisterschaft U18 in Chania auf Kreta wurde Hausrath Vierter hinter Robert Kempiński, Róbert Ruck und Jiří Štoček.
Das Ruhrhalbinsel-Open in Essen-Überruhr gewann er 1996, 1999, 2000, 2005 und 2007. Das Großenbaumer PfingstOpen in Duisburg konnte er 2002 (vor Romuald Mainka) und 2004 (vor Gerhard Schebler) gewinnen. Im Jahre 2007 gewann er in Herne-Börnig die Einzelmeisterschaft Nordrhein-Westfalens, 2009 die Einzelmeisterschaft im Blitzschach Nordrhein-Westfalens.
In den Jahren 2016 und 2017 gewann er jeweils das Open A der Dortmunder Schachtage.
Den Titel Internationaler Meister erhielt Daniel Hausrath 1997. Seine erste Norm zum Titel Großmeister erzielte er in der Saison 2005/06 der Schachbundesliga. Eine weitere Norm erreichte er im Juli 2009 beim 42. Internationalen Schachfestival in Biel/Bienne. Beim Europacup 2009 in Ohrid verpasste er die letzte GM-Norm um einen halben Elo-Punkt. Die Norm erfüllte er dann im August 2013 beim Schachfestival in Biel/Bienne, so dass ihm im gleichen Jahr der Großmeistertitel verliehen wurde. Im Januar 2015 liegt er auf dem 39. Platz der deutschen Elo-Rangliste, mit seiner bisher höchsten Elo-Zahl von 2540 war er im November 2010 der stärkste Internationale Meister Deutschlands.

## Vereine
Daniel Hausrath spielte bis 1995 bei der SG Porz, von 1995 bis 1998 beim PSV/BSV Wuppertal (in den Saisons 1995/96 und 1996/97 in der 1. Bundesliga, in der Saison 1997/98 in der 2. Bundesliga), seit 1998 gehört er dem SV Mülheim-Nord an, mit dem er seit 2004 in der 1. Bundesliga spielt.
In der niederländischen Meesterklasse spielte Hausrath bis 2005 beim Enscheder Verein ESGOO, seitdem ist er bei der Schaakvereniging Voerendaal (seit 2018 SV Zuid-Limburg) gemeldet, mit der er 2012 niederländischer Mannschaftsmeister wurde. In Belgien spielte er zunächst für den KSK Eupen 47, der durch Vereinsfusion 2003 in den KSK 47 Turm Eynatten überging und gewann fünf Mal (2006, 2010, 2011, 2014 und 2017) die belgische Mannschaftsmeisterschaft. Seit 2018 spielt Hausrath für die Schachfreunde Wirtzfeld, mit denen er in der Saison 2019/20 Mannschaftsmeister wurde. In Frankreich spielte er in den Spielzeiten 2009/10 und 2010/11 für Echiquier Guingampais, in Luxemburg spielte er von 2005 bis 2008 für De Sprénger Echternach und wurde mit diesem 2006 Meister.
Fünf Mal nahm er an European Club Cups teil: 2005 und 2009 mit dem KSK 47 Eynatten, 2006 mit De Sprénger Echternach sowie 2008 und 2014 mit dem SV Mülheim-Nord.

## Veröffentlichungen
- Double Fianchetto. The Modern Chess Lifestyle. Thinker’s Publishing, Nevele 2020, ISBN 978-94-92510-75-4.